# Пастка для нареченої
«Пастка для нареченої» (англ. The Decoy Bride) — британська романтична комедія.

## Зміст
Лара – відома зірка екрану. Вона збирається одружитися, але їй дуже хочеться, щоб усюдисущі журналісти дали їй і майбутньому чоловіку спокій. Та настирливі газетярі дихають їм у спину. Тоді Лара вирішує знайти бутафорську наречену, аби збити папарацці зі сліду. Одного вона не врахувала у своєму плані – її наречений запав на цю скромну провінційну дівчину. Сімейне щастя героїні тепер під питанням.

## Ролі
| Актор                | Роль          |
| -------------------- | ------------- |
| Девід Теннант        | Джеймс        |
| Келлі Макдональд     | Кеті          |
| Еліс Ів              | Лара          |
| Морін Бітті          | Ізабель       |
| Федеріко Кастеллуччо | Марко Баллані |
| Ділан Моран          | Чарлі         |